# Grönskål
Grönskål (Chlorociboria aeruginascens) är en sporsäcksvamp som växer på murken ved av lövträd. Den hör till gruppen skålsvampar och har ärggröna skålliknande eller fatliknande fruktkroppar. I Sverige förekommer den allmänt över hela landet.

## Beskrivning
Grönskålens fruktkroppar blir 0,2–1 centimeter breda och är oregelbundet skålliknande eller fatliknande med en 2–7 millimeter hög och 1–3 millimeter tjock fot. Foten kan ibland vara sidoställd. Fruktkroppen är ärggrön, både på hymeniumet och på utsidan. Svampens mycel färgar veden den växer på så att veden får en ärggrön ton.
Svampens sporer är spolformade och har en storlek på 5–10×1–2 µm.

## Ekologi
Grönskål växer på murken ved av lövträd. Fruktkropparna kommer från vår till höst.